# Grignano Polesine
Grignano Polesine (Gregnàn in veneto) è una frazione del comune di Rovigo, di circa 3.063 abitanti,
situata a circa 5 km a sud del centro cittadino.
Fu comune autonomo con il nome di Grignano, mutato poi in Grignano di Polesine con delibera del 25 marzo 1867
(il codice ISTAT era 029809).
Nel 1927 il comune fu soppresso e inglobato nel comune di Rovigo assieme ai comuni di Boara Polesine, Borsea, Buso Sarzano, Concadirame e Sant'Apollinare con Selva.
Il territorio della Frazione di Grignano Polesine comprende numerose località o piccoli centri abitati non riconosciuti come frazioni di Rovigo, tra esse Busovecchio (forma italianizzata di buso vècio, ovvero "buco vecchio", la zona di Via Busovecchio, appunto), Capolavìa, Capestrin, Créo o Corte Créo, Carrare, Donegà, Basso Cavallo (vicino Via Dosso Faìti), Le Casette.

## Storia

### Età del Bronzo: le ambre di Campestrin
Nel 2007, nel corso di lavori edilizi in loc. Campestrin, poco a sud della piazza principale del paese, vennero alla luce alcuni reperti ceramici datati all'età del Bronzo. L'anno successivo la Soprintendenza per i beni archeologici del Veneto e il Museo dei grandi fiumi di Rovigo eseguirono la prima di quattro campagne di scavo (2008 - 2011) che misero in evidenza un deposito archeologico comprendente resti di capanne a pianta rettangolare, manufatti d'uso domestico in ceramica, bronzo, osso e palco di cervo, databili ad un momento avanzato dell'età del Bronzo recente e all'inizio del Bronzo finale (XII secolo a.C.). Ricerche di superficie e carotaggi eseguiti tra il 2017 e il 2018 dal Centro Polesano di Studi Storici Archeologici ed Etnografici di Rovigo e dall'Università di Ferrara.  hanno permesso di definire la forma e le principali caratteristiche del sito che, analogamente a quello di Frattesina, si estendeva lungo un antico corso del Po, oggi estinto, noto come Po di Adria.
Ciò che rende unico l'abitato di Campestrin, nel quadro dell'età del Bronzo del Mediterraneo centrale, sono le consistenti tracce di lavorazione dell'ambra (migliaia di piccole schegge di lavorazione, blocchetti di materia prima grezza, semilavorati e prodotti finiti) con la quale erano realizzati vaghi da collana, tra cui alcuni noti come "tipo Tirinto", dalla tipica forma a barilotto con costolatura centrale, così definiti in seguito al loro primo riconoscimento all'interno di un ripostiglio (deposito di oggetti, soprattutto in bronzo, di particolare valore e con funzione cultuale, di accantonamento di surplus o legata all'attività metallurgica) rinvenuto a Tirinto, l'antica città micenea nell'Argolide (Grecia). L'importanza del vago tipo Tirinto era ben nota già dal secolo scorso grazie agli studi di Nuccia Negroni Catacchio che dedicò diversi contributi ai vaghi tipo Tirinto (e Allumiere) tra cui quelli rinvenuti a Frattesina all'inizio degli anni '70 del secolo scorso. La distribuzione di questi manufatti copre un areale vastissimo che comprende: Italia centro-settentrionale, Sardegna, Dalmazia, Egeo e Levante Mediterraneo, fino all'eccezionale -  e per ora isolato - rinvenimento di Gordeevka (Ucraina). Fino alla scoperta di Campestrin, non si conoscevano prove o indizi che permettessero di definire quali fossero i centri di lavorazione. Per quanto sia plausibile che siano esistiti diversi centri produttivi, attualmente solo a Campestrin sono emerse prove inconfutabili della lavorazione dei vaghi tipo Tirinto. Inoltre quelli di Campestrin sono tra i più antichi manufatti di questo tipo (datato tra XII e IX sec.a.C.) il che porta ad ipotizzarne una loro origine nord-italiana.  Le ricerche sulla lavorazione dell'ambra a Campestrin hanno permesso una prima ricostruzione della "catena operativa" (dal blocchetto grezzo al prodotto finito) dei vaghi tipo Tirinto e di caratterizzarne la materia prima come succinite baltica.Ciò conferma l'importanza dell'area medio polesana, in particolare degli insediamenti di Campestrin e Frattesina, nei secoli conclusivi del II millennio a.C., quando l'antico Delta padano era inserito in una complessa rete di traffici che si estendeva dal Baltico al Mediterraneo orientale e al Mar Nero

### Le origini di Grignano
Le prime testimonianze recenti dell'abitato originario di Grignano sono documentate da alcuni scritti, risalenti al 938, relativi ad una donazione del marchese Almerico e della moglie Franca nel quale lasciavano tutti i beni che tenevano nel territorio adriese in cui viene citato l'abitato di Gragnano assieme ad altre terre abitate presenti ancora ai giorni nostri tra le quali Arquà Polesine, Borsea o Crespino.

### La Comuna
La Comuna di Grignano Polesine era in origine un possedimento dell'Abbazia di Pomposa concessa in enfiteusi agli abitanti del villaggio per sei pesci cavedani e tre denari piccoli da data non rinvenuta in nessun documento fino al 1426. In questa data (4 dicembre 1426) venne stilato un documento dal notaio Antonio Zennaro di Grignano che sanciva il rinnovo del contratto tra il Comune e Uomini di Grignano e l'Abbazia di Pomposa per una Valle dove si dice la Comuna fra i suoi confini, di sette campi dove si dice le Rotole, di una pezza di terra dove si dice l'arzarello, di un Casamento con altra casa di canna a pagare per ricognizione del retto dominio di sei pesci cavedani e denari tre piccoli. A rinnovare l'investitura di 29 anni in 29 anni. Così recita il documento più antico rinvenuto riguardante la Comuna che si trova attualmente nell'Archivio della Curia Arcivescovile di Ferrara negli atti riguardanti il Monastero di Pomposa. Nel 1476 in seguito all'erezione del Monastero di San Benedetto per volere di Ercole I d'Este Duca di Ferrara e di Eleonora d'Aragona, l'Abbazia di Pomposa fu unita a questo e messa sotto il controllo diretto della Santa Sede.
Nel 1545 in seguito a una disputa tra l'Abate e il Comune il contratto venne modificato e togliendo ogni pagamento in natura venne stabilito un canone di 2 scudi d'oro e l'8% del guadagno dai prodotti della Valle Comuna.
In seguito all'occupazione delle truppe napoleoniche e alla conseguente spoliazione delle istituzioni religiose di molti dei loro beni, si hanno notizie incerte sulla proprietà delle terre. La Comuna divenne parte del Demanio, venne in seguito alienata e la proprietà cambiò diverse volte fino a che il diritto di livello cessò il 9 luglio 1968 quando Iole Ponzetti-Voghera rinunciò a tale diritto.
Attualmente la Comuna è gestita dagli Antichi Beni Originari e, come emerge dallo statuto di questi del 1975  essa è un bene privato derivato dall'enfiteusi costituita mediante investitura fatta il 19 marzo 1426 da parte del Monastero di Pomposa. I terreni di pertinenza degli Antichi Beni Originari occupano una superficie di circa 120ha, che ogni 5 anni vengono ripartiti fra i discendenti maschi legittimi delle famiglie di Grignano originariamente investite che abbiano compiuto il 16º anno di età. La ripartizione del fondo avviene tramite estrazione a sorte con cerimonia pubblica all'interno del Pavajon il 21 marzo. Condizione per partecipare alla ripartizione è la residenza a Grignano Polesine. Il 21 marzo di ogni anni inoltre si tengono celebrazioni religiose in onore del patrono (San Benedetto) per ricordare l'opera di bonifica effettuata dai monaci dell'ordine da questo fondato.
I cognomi originari (i "Gregnanati") tuttora esistenti sono di seguito elencati:
- Bidendo ora Bedendo;
- Bighinello ora Bellinello;
- Birto ora Berti;
- Berto ora Berto;
- Chiarati ora Chiarato;
- Macchion;
- Milan;
- De hospitibus ora Osti;
- Previatello;
- Preveato ora Previato;
- Rizierum/Riccieri ora Rizzieri;
- De Rubeis ora Rossi;
- Schiesaro;
- Surian/Suriani;
- Trevisan;
- Zanin/Zanini;
- Zanirati ora Zanirato;
- De Zenari ora Zennaro;

Ai suddetti cognomi originari si aggiungono cognomi originari estinti per migrazioni o per esaurimento della discendenza:
- Martarello
- Gregnanin
- Falzin
- Garzarollo
- Rauli
- Barbiero

Non solo. I "Gregnanati" si distinguono non solo con un nome ed un cognome, ma anche un soprannome di famiglia. Probabilmente una esigenza nata dal notevole numero di persone con lo stesso cognome. Ce ne sono vari per ognuno dei cognomi originari.

## Monumenti e luoghi d'interesse

### Architetture religiose

#### Chiesa Parrocchiale di Santa Maria Assunta e San Benedetto

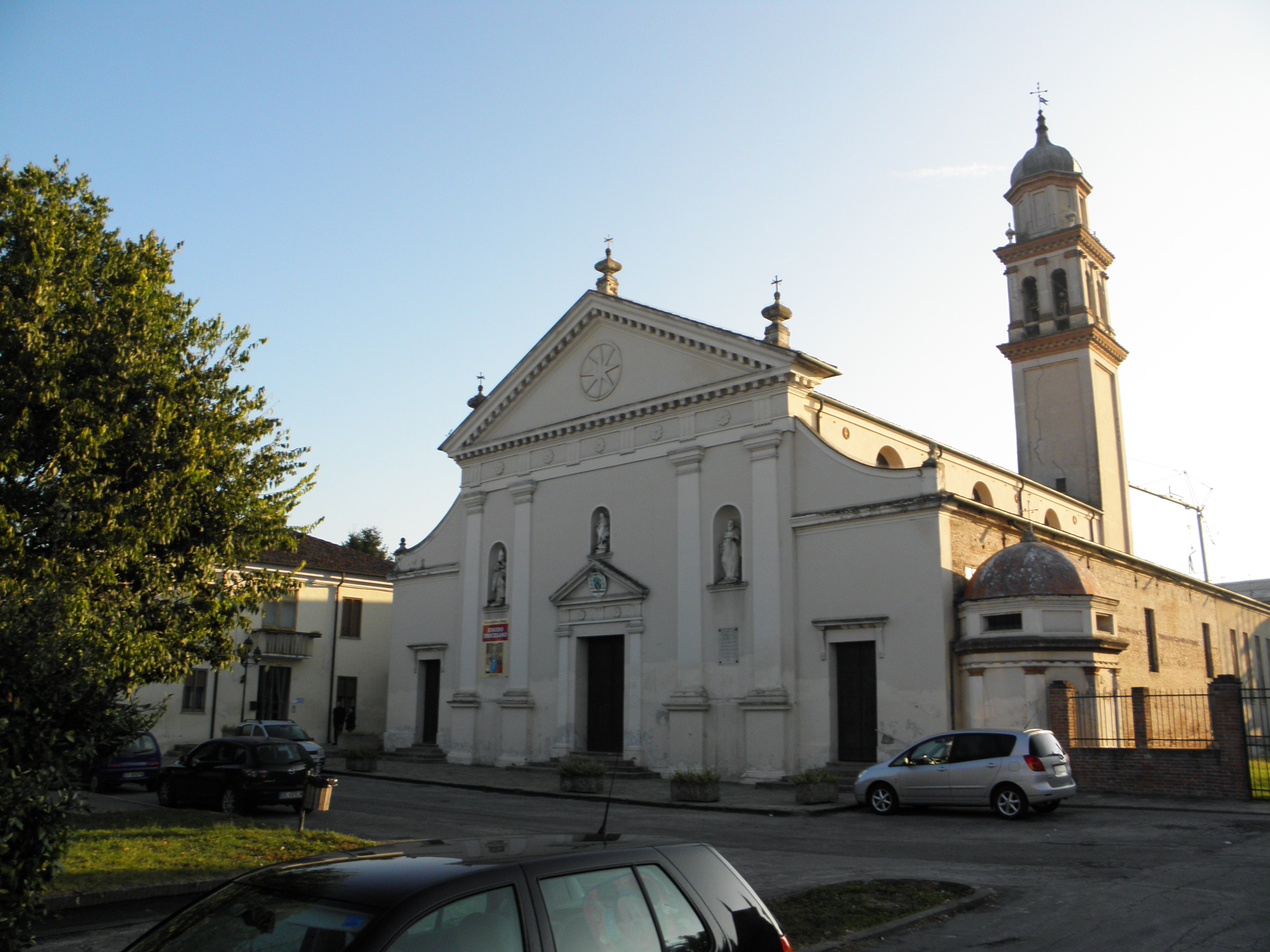
Chiesa Parrocchiale di Santa Maria Assunta e San Benedetto.

La chiesa, posizionata a nord della piazza centrale dell'abitato, è stata realizzata nella seconda parte del XVIII secolo ma è stata oggetto di una ristrutturazione già nei primi anni del XIX secolo quando sono state aggiunte alla struttura originale le due navate laterali.

#### Chiesa di San Rocco

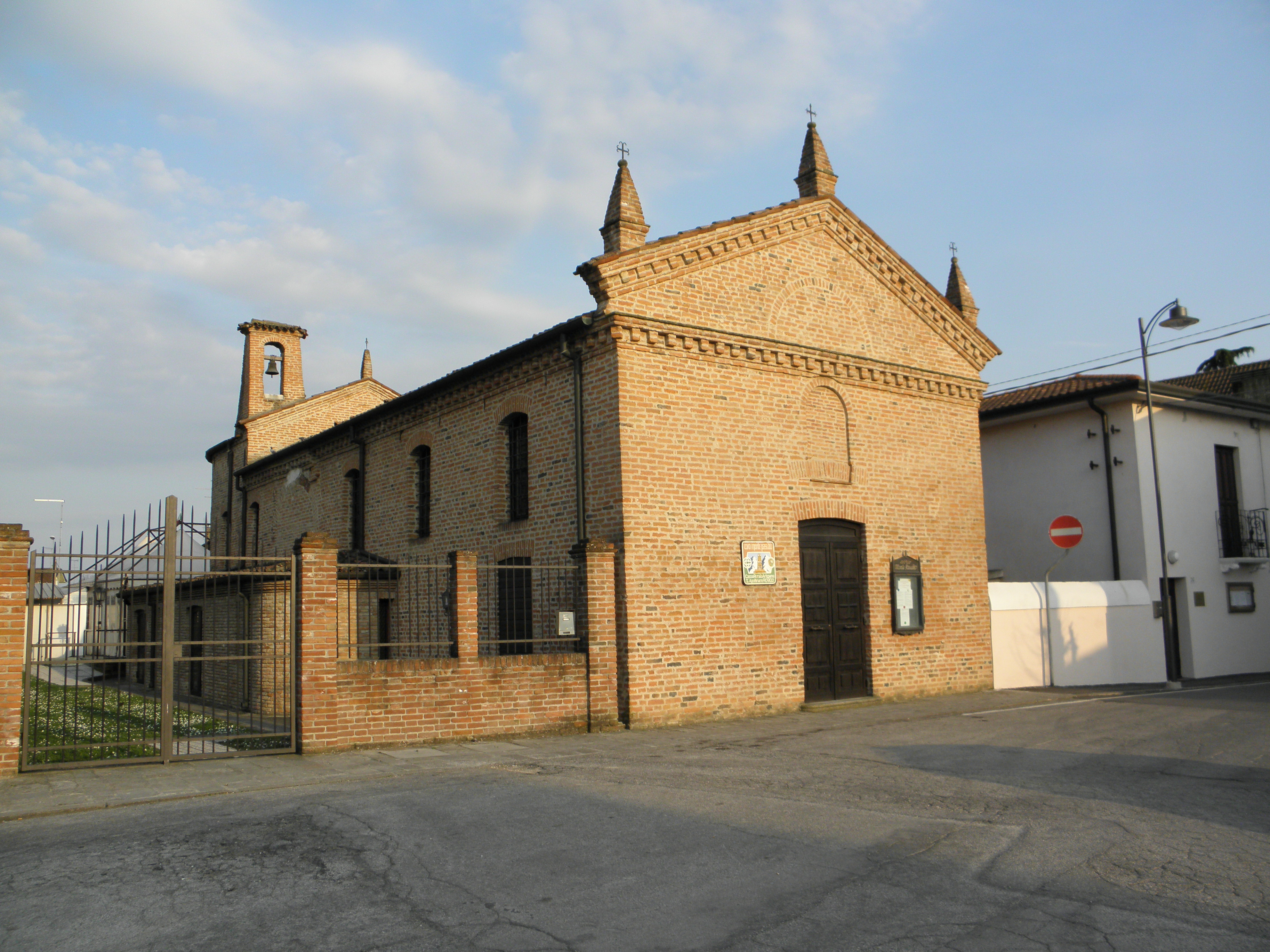
La vecchia chiesa di San Rocco, ora "Auditorium S. Rocco".

La chiesa di San Rocco venne realizzata nella prima parte del XVI secolo, primo edificio religioso strutturalmente importante della cittadina. Venne consacrata l'8 settembre 1544 da Tommaso Stella, ultimo vescovo della Diocesi di Salpi. La struttura originale, pur invecchiata, rimase sostanzialmente inalterata nel tempo, ma cadde progressivamente in declino con la costruzione della nuova chiesa di Santa Maria Assunta e San Benedetto sorta nei pressi. Rimase gravemente danneggiata durante la prima guerra mondiale quando venne utilizzata come alloggio dalle truppe in ritirata. Con la fine del conflitto la sua destinazione d'uso cambiò più volte divenendo sala cinematografica, magazzino, palestra ed alla fine un deposito di masserizie. Agli inizi degli anni ‘90 iniziò un programma di recupero e riqualificazione del patrimonio culturale polesano, l'edificio è stato riportato alle condizioni originali e destinato alla sede del Coro Monte Pasubio, col nome di "Auditorium S. Rocco". Grazie a questo recupero il coro Monte Pasubio organizzò negli anni 90-2000 numerosissimi concerti ed attività musicali come il Festival di primavera dei cori .

#### Chiesetta Madonna di Lourdes
La Chiesetta Madonna di Lourdes è un piccolo edificio religioso situato all'angolo tra Via Bernardo Cezza e Via Romana. Negli anni duemila è stato fatto oggetto di un restauro e riaperto al culto.

### Il Pavajon

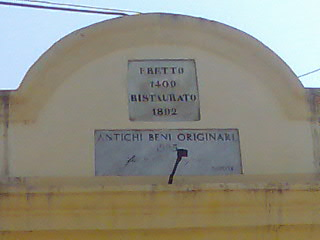
Dettaglio sul timpano del Pavajon.

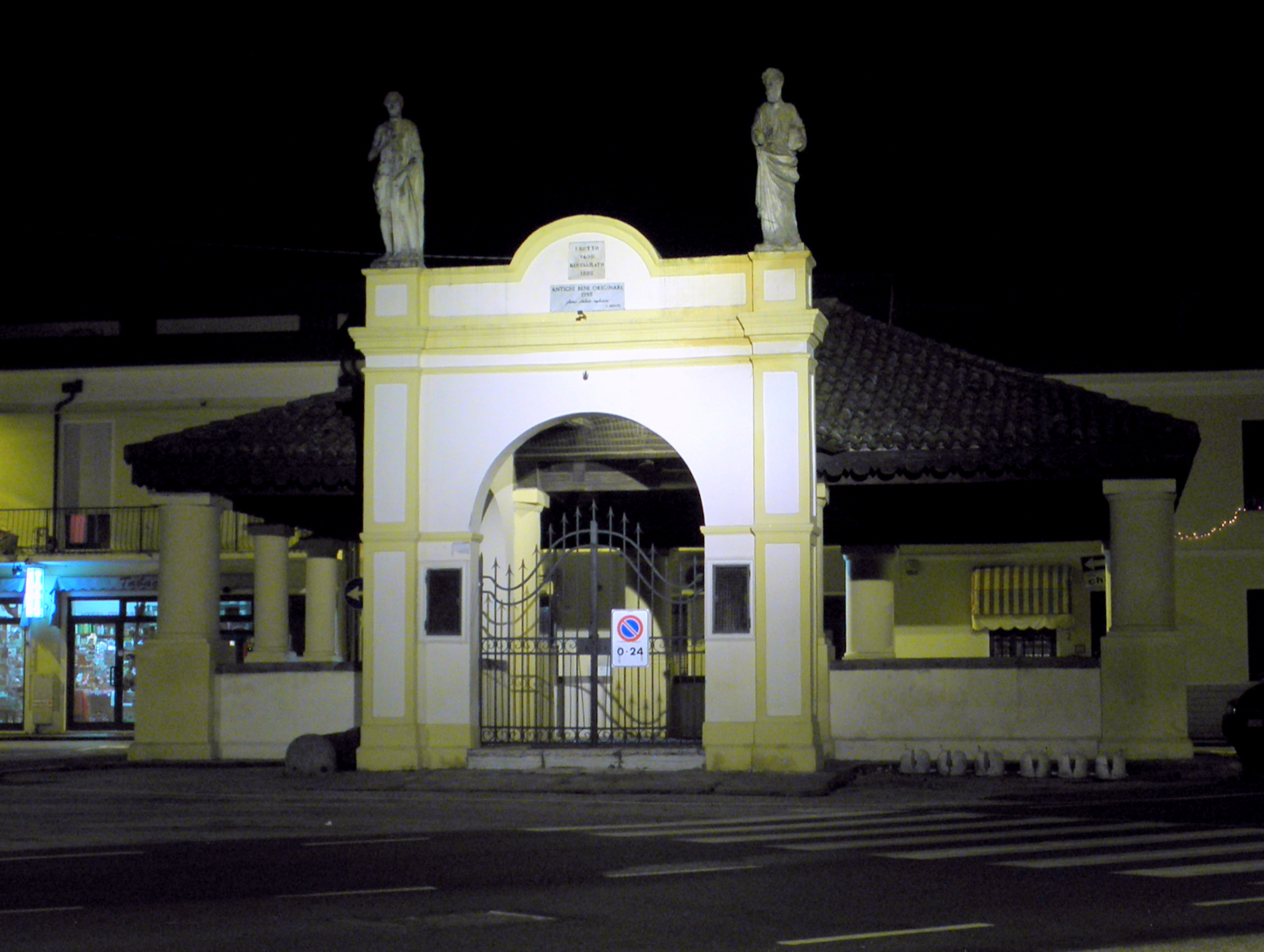
Visione notturna del Pavajon.

Il Pavajon era in origine un capanno di canna che fungeva da luogo di riunione e di mercato dei compartecipi della Comuna. Con l'avanzare dei lavori di bonifica della Comuna e dei terreni circostanti il Pavajon viene mano a mano rinforzato nella sua struttura divenendo nel 1454 un fabbricato con mura in pali e argilla e nel 1494 un edificio in muratura con tetto ricoperto di coppi, mantenendo comunque le sue funzioni originarie. L'antico edificio, ha attualmente forma quadrangolare con tetto spiovente a capriate lignee e a tegole, sorretto da colonnato di dodici elementi lisci, tozzi, che si elevano da un muretto di cinta. Presenta una facciata con solenne portale strutturato ad arco con cimasa curvilinea affiancata da due statue di pietra bianca raffiguranti due figure maschili in vesti classiche: il rustico e il religioso, che sono la rappresentazione scultorea della regola benedettina Ora et labora. Quella di destra in particolare, è di buona fattura quattrocentesca ed è attribuita alla bottega dei Dalle Masegne.
Una lapide, posta al centro del frontone in alto, reca la scritta Eretto nel 1409, restaurato nel 1892; una seconda sottostante e più recente, a ricordo dell'ultimo restauro, recita: Fana deleta Reficere (C.Nepote) 19 marzo 1995. Il motto è così traducibile: "ricostruire gli edifici sacri distrutti".
L'ingresso è chiuso da una cancellata in ferro battuto.
In agosto ha luogo la fiera di Grignano Polesine detta anche Agosto Grignanese.

## Società

### Evoluzione demografica
Abitanti censiti